# Elymus magadanensis
Elymus magadanensis là một loài thực vật có hoa trong họ Hòa thảo. Loài này được A.P.Khokhr. mô tả khoa học đầu tiên năm 1978.